# Africatown
Africatown, também conhecida com AfricaTown USA e Plateau, é uma comunidade histórica localizada a três milhas (5 km) ao norte do centro de Mobile, Alabama. Foi fundada por um grupo de 32 africanos ocidentais, que em 1860 foram comprados e transportados contra sua vontade no último embarque ilegal conhecido de escravos para os Estados Unidos. O comércio atlântico de escravos estava proibido desde 1808, mas 110 escravos mantidos pelo Reino do Daomé foram contrabandeados para Mobile no navio negreiro Clotilda, que foi queimado e afundado para tentar esconder sua carga ilícita. Mais de 30 dessas pessoas, que se acredita serem das etnias Yoruba, Ewe e Fon, fundaram e criaram sua própria comunidade no que se tornou Africatown. Eles mantiveram seus costumes e língua da África Ocidental na década de 1950, enquanto seus filhos e alguns idosos também aprenderam inglês. Cudjo Kazoola Lewis, um dos fundadores de Africatown, viveu até 1935 e por muito tempo foi considerado o último sobrevivente dos escravos de Clotilda que viviam em Africatown. A Antropóloga negra Nora Zeale Hurston escreveu um livro onde registra as memórias de Cudjo - Barracoon.
Em 2019, a estudiosa Hannah Durkin, da Universidade de Newcastle, documentou Redoshi, uma mulher da África Ocidental que se acreditava na época ser a última sobrevivente dos escravos de Clotilda. Também conhecida como Sally Smith, ela viveu até 1937. Ela havia sido vendida para um fazendeiro que morava no condado de Dallas, Alabama￼￼. Redoshi e sua família continuaram morando lá após a emancipação, trabalhando na mesma plantação. Durkin publicou mais tarde uma pesquisa indicando que outra escrava, Matilda McCrear, de fato sobreviveu a Smith, morrendo em 1940.
A população de Africatown diminuiu acentuadamente de um pico populacional de 12.000 pessoas em meados do século 20 para apenas 2.000 moradores início do século 21, por causa da instalação de fábricas de papel muito poluentes. Estima-se que 100 deles sejam descendentes diretos do povo da Clotilda. Outros descendentes vivem em todo o país. Em 2009, o bairro foi designado como um local na Trilha do Patrimônio Afro-Americano de Mobile. O Distrito Histórico de Africatown foi listado no Registro Nacional de Lugares Históricos em 2012. Seu relacionado Old Plateau Cemetery, também conhecido como Africatown Graveyard, foi fundado em 1876. Ele recebeu uma grande placa histórica contando sua história.